# العطارة (جنين)
العطارة هي قرية تقع إلى الجنوب الغربي من مدينة جنين، وتبعد عنها 15كم، وترتفع عن سطح البحر 350متراً، وعطارة تعني «اكليل» وكانت تعرف في العهد الروماني باسم «أتاروس». وفقًا للجهاز المركزي للإحصاء الفلسطيني، بلغ عدد سكان القرية 1072 نسمة في منتصف عام 2006، و1244 نسمة بحلول عام 2017.

## تاريخها
تم العثور فيها على قطع فخارية من أواخر العصر الروماني والبيزنطي وأوائل العصر الإسلامي. في المصادر الصليبية كان يطلق عليها اسم لاثارا. في عام 1140، ذكر أسامة، وهو مسافر مسلم، مدينة العطارة إلى جانب مدينة سيلة الظهر المجاورة. في عام 1178، تعرضت لهجوم من البدو، لكنها صمدت في وجه الهجوم.

### العصر العثماني
تم ضم العطارة، مثل كل فلسطين، إلى الإمبراطورية العثمانية في عام 1517. يعود تاريخ حوالي 10% من قطع الفخار الموجودة في القرية إلى هذه الفترة. في سجلات الضرائب العثمانية لعام 1596، تم إدراج العطارة كقرية مسلمة بالكامل تسمى " العطارة"، وكان عدد سكانها 12 عائلة و2 من العزاب. كانت تقع في ناحية جبل سامي في لواء نابلس. كما كان السكان يدفعون ضريبة ثابتة بنسبة 33.3% على المنتجات الزراعية، بما في ذلك القمح والشعير والمحاصيل الصيفية وأشجار الزيتون والماعز و خلايا النحل، بالإضافة إلى الإيرادات العرضية وضريبة على الأشخاص من منطقة نابلس، بإجمالي 5000 قرش. كما تظهر قلعة يعود تاريخها إلى القرنين السادس عشر والسابع عشر في وسط القرية.
في عام 1870، أشار فيكتور جورين إلى أنها قرية فقيرة، لكنها نجحت في خلافة مكان قديم. في عام 1870/1871، أدرج الإحصاء العثماني القرية في ناحية الشعراوية الغربية. في عام 1882، وصف مسح فلسطين الغربية الذي أجرته مؤسسة أبحاث فلسطين قرية العطارة بأنها "قرية حجرية صغيرة على نتوء جبلي، مع عدد قليل من أشجار الزيتون وبئر في الغرب".

### عصر الانتداب البريطاني
في تعداد فلسطين عام 1922 الذي أجرته سلطات الانتداب البريطاني، بلغ عدد سكان العطارة 164 مسلمًا، وارتفع في تعداد عام 1931 إلى 193 مسلمًا، في 51 منزلًا. في إحصاءات عام 1945، بلغ عدد سكان العطارة 250 مسلماً، ومساحتها 3844 دونماً حسب مسح رسمي للأراضي والسكان، ومن هذه المساحة، كانت 88 دونمًا من المزارع والأراضي المروية، و1784 دونمًا كانت مخصصة لزراعة الحبوب، بينما كانت 5 دونمات من الأراضي المبنية (الحضرية).

### العصر الأردني
بعد حرب عام 1948 العربية الإسرائيلية واتفاقيات الهدنة عام 1949، أصبحت العطارة تحت الحكم الأردني. وجد تعداد السكان الأردني لعام 1961 أن عدد سكان العطارة بلغ 388 نسمة.

### ما بعد عام 1967
بعد حرب الأيام الستة عام 1967، أصبحت قرية العطارة تحت الاحتلال الإسرائيلي، حتى عام 1993 وعقد اتفاقية أوسلو مع السلطة الوطنية الفلسطينية.

## آثارها

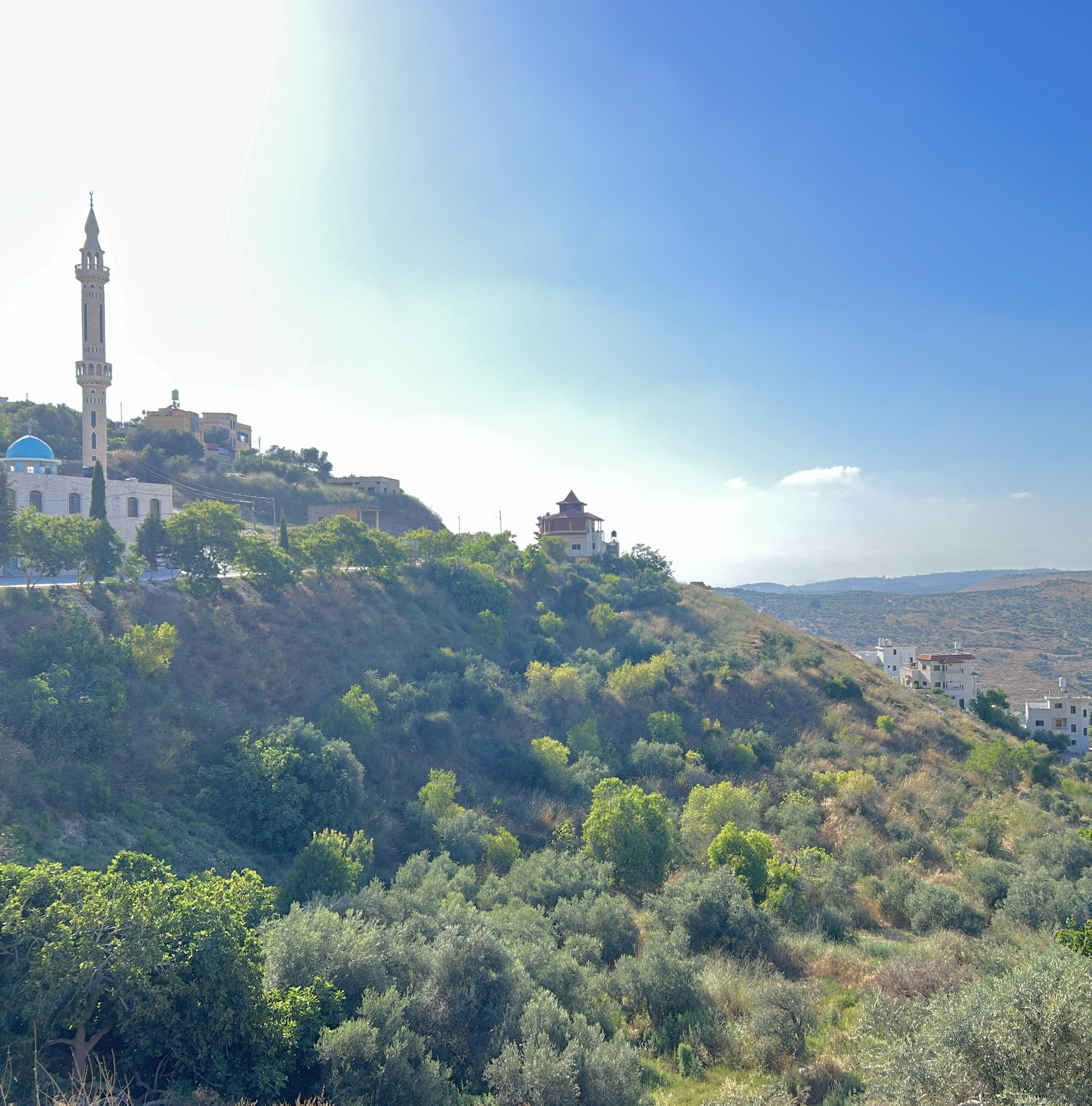

تعد القرية ذات موقع أثري يحتوي على آثار تاريخية تضم كهوفاً وخرباً فارسية، كما يوجد بها نفق يخترق الجبل بارتفاع 7 متر وبطول 300 متر، بُني من الداخل بالحجر الأبيض المنقوش، وكان بمثابة معبر يمر منه القطار المؤدي إلى الحجاز، وقد قامت وزارة السياحة يإعادة ترميمه وتهيئته ليكون معلماً سياحياً هاماً.

## وصلات خارجية
- موقع فلسطين في الذاكرة